# Niphonympha albella
Niphonympha albella is een vlinder uit de familie van de stippelmotten (Yponomeutidae). De wetenschappelijke naam van de soort werd in 1847 gepubliceerd door Philipp Christoph Zeller.